# Kouts
Kouts és una població dels Estats Units a l'estat d'Indiana. Segons el cens del 2000 tenia 1.698 habitants.

## Demografia
Segons el cens del 2000, Kouts tenia 1.698 habitants, 678 habitatges, i 499 famílies. La densitat de població era de 585,4 habitants/km².
Dels 678 habitatges en un 34,1% hi vivien nens de menys de 18 anys, en un 60,5% hi vivien parelles casades, en un 9,9% dones solteres, i en un 26,4% no eren unitats familiars. En el 23,3% dels habitatges hi vivien persones soles el 9,6% de les quals corresponia a persones de 65 anys o més que vivien soles. El nombre mitjà de persones vivint en cada habitatge era de 2,5 i el nombre mitjà de persones que vivien en cada família era de 2,94.
Per edats la població es repartia de la següent manera: un 24,9% tenia menys de 18 anys, un 8,2% entre 18 i 24, un 31,2% entre 25 i 44, un 21,7% de 45 a 60 i un 14% 65 anys o més.
L'edat mediana era de 36 anys. Per cada 100 dones de 18 o més anys hi havia 95,3 homes.
La renda mediana per habitatge era de 44.850$ i la renda mediana per família de 50.819$. Els homes tenien una renda mediana de 42.315$ mentre que les dones 25.313$. La renda per capita de la població era de 19.239$. Entorn de l'1,7% de les famílies i el 3,2% de la població estaven per davall del llindar de pobresa.

## Poblacions més properes
El següent diagrama mostra les poblacions més properes.